# Celia Maya García
Celia Maya García (Santiago de Querétaro, Querétaro; 4 de diciembre de 1949) es una funcionaria, jurista y política mexicana. De 1985 a 2018 ocupó el cargo de magistrada de número del Tribunal Superior de Justicia del estado de Querétaro.
Fue tres veces candidata a la gobernatura del Estado, postulada en primera ocasión por la coalición “Alianza con la Sociedad Civil” (PRD y México Posible), perdiendo contra el candidato panista Francisco Garrido Patrón, quien obtuvo el 45,70% de los votos en las elecciones estatales de 2003. Después, en las elecciones de 2015 postulada pero ahora con Morena perdió, obteniendo tan solo el 5,63% de la votación contra el candidato del PAN Francisco Domínguez Servién que obtuvo el 46,91%. En tercera ocasión, en las elecciones de 2021, Celia Maya perdió las elecciones, postulada de igual forma por Morena, al conseguir el 24,02% de los votos, contra el candidato del PAN el exsenador Mauricio Kuri González (54,08%), convirtiéndose en el candidato más votado de la entidad.
El 19 de septiembre de 2023, en el Senado de la República con 70 votos a favor, 31 en contra y 2 abstención. La Magistada Celia Maya García fue nombrada como integrante del Consejo de la Judicatura Federal

## Formación Profesional
Es licenciada en Derecho por la Universidad Autónoma de Querétaro (1968-1974), obtuvo el grado de Maestra en Derecho Fiscal (2006) por la misma universidad donde también concluyó los estudios de Doctorado en Derecho.
Asimismo concluyó los estudios de la maestría en Impuestos en la Facultad de Contabilidad y Administración de la Universidad  Autónoma de Querétaro, facultad en la que también obtuvo el título de Contadora Pública (1981).
Tiene el grado de maestra en Derecho Procesal Penal por el Centro de Estudios de Posgrado, en Puebla, Pue. (2013-2015)
Ha tomado diversos diplomados y especialidades en materias como: Derechos Humanos, amparo, Derecho Civil y Mercantil, Corporativo, entre otros.
Asimismo ha tomado varios cursos de preparación pedagógica en su formación como docente.

## Desempeño Laboral
Se desempeñó como agente del Ministerio Público tanto investigadora como adscrita a los Juzgados penales y Civiles, en el fuero común, en Querétaro, Qro. (1974-1977).
Ejerció libremente la profesión de abogada (1977-1979), asesorando y representando a personas físicas y morales en asuntos relacionados con las materias: penal, civil, mercantil, laboral y Amparo.
Se desempeñó por seis años como juez de Primera Instancia civil en el Distrito Judicial de Querétaro, Qro (oct. 1979 a sep. de 1985).
Desde 1985 es magistrada en materia Civil del Tribunal Superior de Justicia del Estado de Querétaro,  habiendo presidido esta sala en diversos periodos.
En el mismo Tribunal Superior de Justicia de Querétaro, Qro., integró la Sala Constitucional Local, habiendo presidido la  misma  por varios periodos.
De las sentencias emitidas en esta sala destaca la dictada en el Juicio Constitucional 1/2012, que por disposición de la ley se resolvió de manera unitaria, sentencia que fue calificada como ejemplar, por el especialista en Derechos Humanos Miguel Concha Malo, en artículo publicado en el Periódico La Jornada.

## Actividad docente
Por más de 30 años ha sido docente en la Facultad de Contaduría y Administración en la Universidad Autónoma de Querétaro,  impartiendo las cátedras de Derecho Mercantil, Derecho Corporativo y Derecho Constitucional; ha impartido las mismas materias en la Facultad de Derecho de dicha Universidad en algunos periodos, así como destacadas participaciones como invitada en varias instituciones educativas tanto públicas como privadas.
También es docente del Instituto de Especialización Judicial del Tribunal Superior de Justicia de la Materia Derecho Procesal Civil desde la fundación de este instituto y sus seminarios son reconocidos entre los mejores cursos por los integrantes del Instituto.

## Distinciones
- Desde 1987 es productora del programa semanal con duración de una hora "Charla con Celia Maya", en Radio Universidad Autónoma  de Querétaro.
- http://radio.uaq.mx/index.php/programas/215-charlas-con-celia-maya
- Es Miembro de la Asociación de Mujeres Universitarias, Capítulo Querétaro